# Gácslápos
Gácslápos (1899-ig Lupocs, szlovákul: Lupoč) község  Szlovákiában, a Besztercebányai kerületben, a Losonci járásban.

## Fekvése
Losonctól 10 km-re északnyugatra fekszik.

## Története
A település a 14. században keletkezett, 1499-ben "Lwpoch" alakban említik először. A gácsi uradalom része volt, majd 1596-tól a somoskői váruradalom része lett. A 16. század második felében a töröknek fizett adót. 1828-ban 38 házában 286 lakos élt, akik mezőgazdasággal és fuvarozással foglalkoztak.
Vályi András szerint "LUPÓCZ. vagy Lupots. Tót falu Nógrád Várm. földes Ura G. Forgách Uraság, lakosai külömbfélék, fekszik Gátsfalvához nem meszsze, mellynek filiája, határja közép termékenységű, vagyonnyai különfélék."
Fényes Elek szerint "Lupocs, tót falu, Nógrád vmegyében, Gácshoz 1/2 órányira, magas hegyek tövében: 162 ágostai, 141 kath. lak. Szántóföldei kissé dombokon feküsznek, s 456 holdra mennek, rétje 114 h., erdeje 910 h., beltelek 23 hold. Majorság csak az erdő. Földe sárga vörönyeges agyag, terem rozsot, árpát, zabot, burgonyát, főzeléket. Lakosai fuvaroznak is. Van egy pataka. Birtokos: gr. Forgách Antal és gr. Forgách János örökösei."
A trianoni békeszerződésig területe Nógrád vármegye Gácsi járásához tartozott.

## Népessége
| Év:            | 1994. | 2004.    | 2014.   | 2024.   |
| -------------- | ----- | -------- | ------- | ------- |
| Emberek száma: | 203   | 234      | 245     | 234     |
| Eltérés:       |       | +15,27 % | +4,70 % | -4,48 % |

| Év:            | 2023. | 2024.   |
| -------------- | ----- | ------- |
| Emberek száma: | 221   | 234     |
| Eltérés:       |       | +5,88 % |

1910-ben 482, túlnyomórészt szlovák anyanyelvű lakosa volt.
2001-ben 218 szlovák lakosa volt.
2011-ben 251 lakosából 212 szlovák volt.

## Nevezetességei

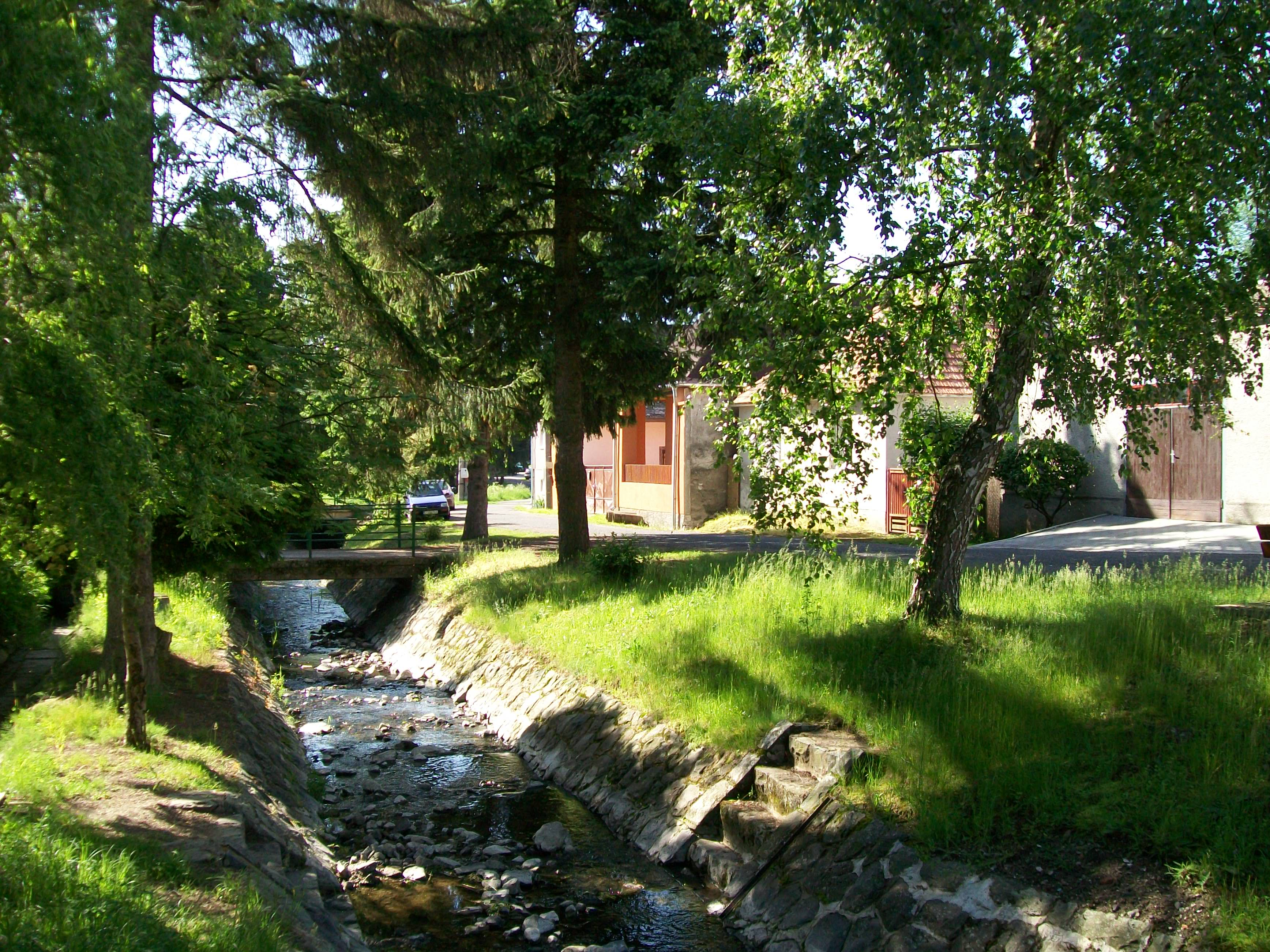
Patak
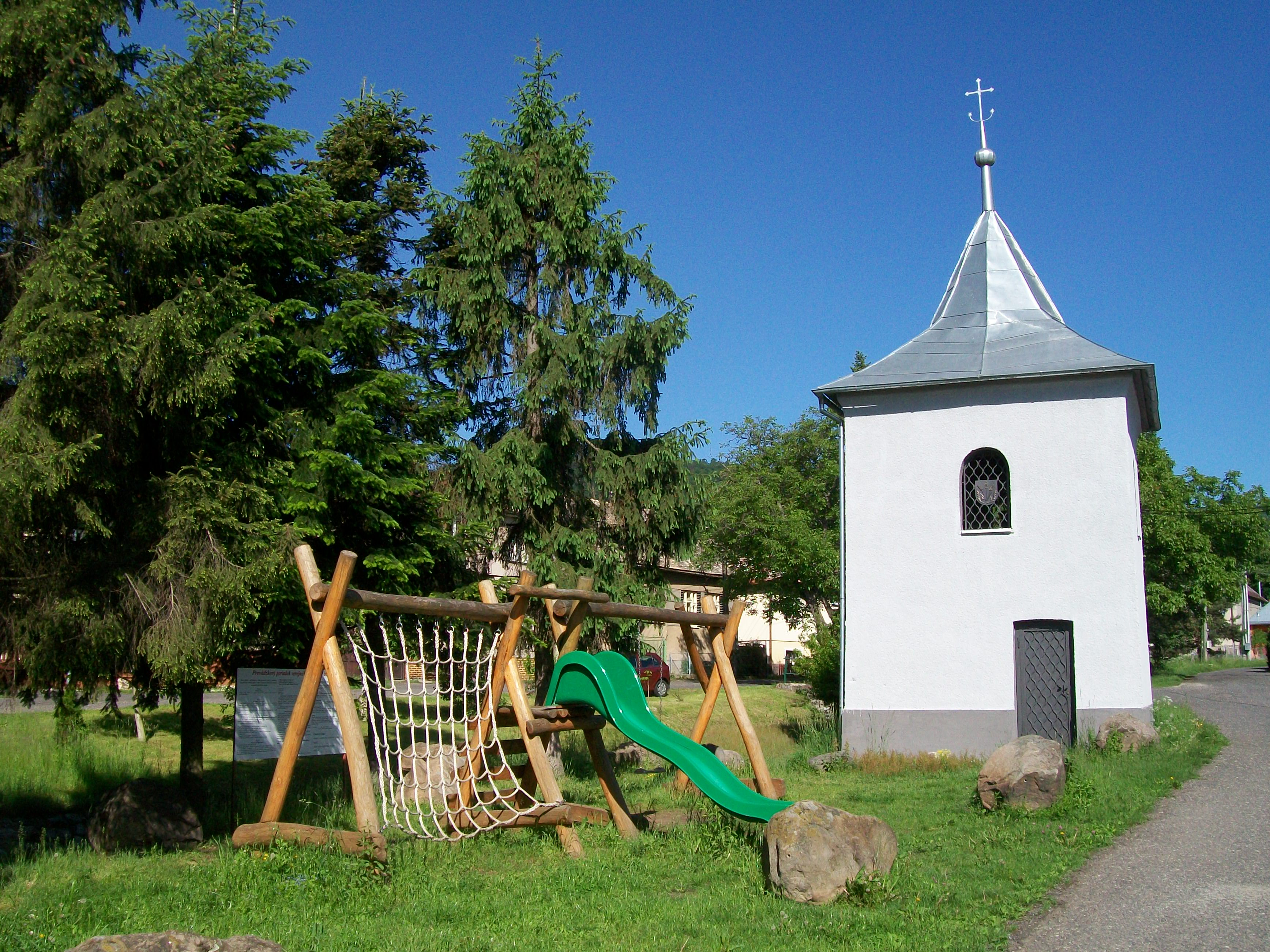

- Páduai Szent Antal tiszteletére szentelt kápolnáját 1696-ban gróf Forgách Ádám építtette. 1754-ben gróf Forgách János megújíttatta.
- A falu környékén néhány kisebb barlang található.